# Canton de Campoloro-Moriani
Le canton de Campoloro-Moriani est une ancienne division administrative française, située dans le département de la Haute-Corse et la collectivité territoriale de Corse.

## Politonyme, étymologie, et divers «usages»
Ce canton était officiellement appelé « canton de Campoloro-Moriani ». Il s'étendait en effet sur deux microrégions bien distinctes : la « pieve di U Campuloru » et la « pieve di Muriani ». Néologisme créé en 1973, il est à remarquer que ce politonyme a repris les anciennes versions toscanes de ces deux pievi (Lo Campoloro et Moriani). Quoique le toponyme officiel correct était « Campoloro-Moriani » (avec trait d'union), on rencontrait communément, d'une part, l'appellation « Campoloro Moriani » (sans trait d'union) dans des documents officiels du Conseil général de Haute-Corse (forme sans trait d'union, certes propre aux toponymes non officiels en italien, mais qui ne concerne pas les politonymes). D'autre part, au niveau de certaines administrations, on pouvait rencontrer l'appellation, quant à elle agrammaticale, de « Campoloro-di-Moriani » (qui traduit improprement « et » par « di »).

## Géographie
Le canton de Campoloro-Moriani était situé dans la plaine orientale, au sud de l'arrondissement de Bastia.

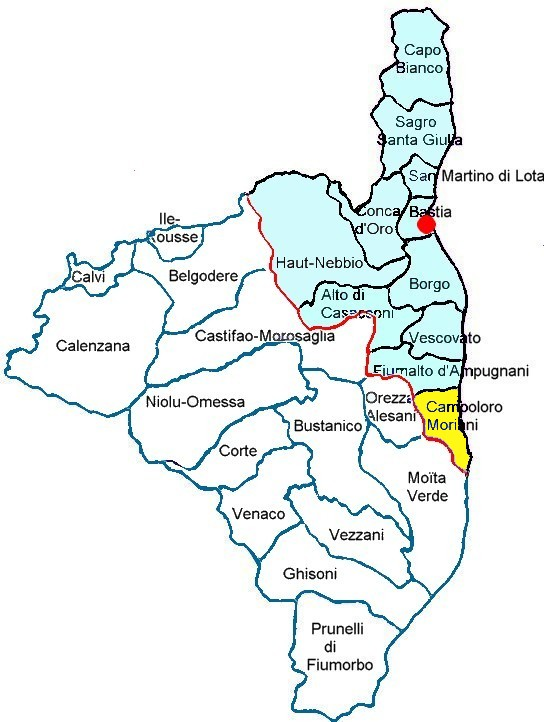
Localisation du canton de Campoloro Moriani avant 2015 (en jaune) dans l'arrondissement de Bastia (en bleu).

## Histoire
- De 1833 à 1848, les cantons de Cervione, Pero-Casevecchie et San Nicolao avaient le même conseiller général. Le nombre de conseillers généraux était limité à 30 par département[1].

- Le canton de Campoloro-di-Moriani est créé en 1973 par la fusion des cantons de San Nicolao et de Cervione.

- Le 1er janvier 2010, le canton, ainsi que trois autres, est retiré de l'arrondissement de Bastia et est rattaché à celui de Corte[2]

- Le canton est supprimé par le décret du 26 février 2014, à compter des élections départementales de mars 2015[3]. Il est englobé dans le canton de Castagniccia.

## Représentation

### Conseillers généraux du Canton de San Nicolao (1833-1973)
| Période                                  | Période           | Identité                               | Étiquette            | Qualité                                                                                                 |
| ---------------------------------------- | ----------------- | -------------------------------------- | -------------------- | --- |
| 1833                                     | 1836              | Antoine Philippe dit Darius Casalta    |                      | Maréchal de camp en retraite à Cervione                                                                 |
| 1836                                     | 1848              | Antoine Félix Auguste Poli (1803-1877) |                      | Procureur du Roi près le Tribunal d'Ajaccio puis Conseiller à la Cour Royale de Bastia                  |
| 1848                                     | 1855              | Noble-Louis Marchetti                  |                      | Propriétaire, maire de San-Nicolao                                                                      |
| 1855                                     | 1864              | Hyacinthe de Battisti                  |                      | Chef de bataillon en retraite (ancien commandant de la place d'Ajaccio) Maire de San-Nicolao-di-Moriani |
| 1864                                     | 1871              | Ange Philippe Bonaccorsi (1817-1886)   |                      | Docteur en médecine de la Faculté de Paris Médecin-major des Armées, propriétaire à San Nicolao         |
| 1871                                     | 1883              | Antoine-Philippe Marchetti             | Républicain          | Propriétaire à San-Nicolao                                                                              |
| 1883                                     | 1889              | Louis Battesti                         | Bonapartiste         | Propriétaire à San-Giovanni-di-Moriani                                                                  |
| 1889                                     | 1891 (annulation) | Antoine-Philippe Marchetti             | Républicain          | Propriétaire à San-Nicolao                                                                              |
| 1891                                     | 1901              | Louis Battesti                         | Républicain          | Propriétaire à San-Giovanni-di-Moriani                                                                  |
| 1901                                     | 1910              | Charles Decori                         | Républicain aréniste | Bâtonnier de l'Ordre des avocats à Bastia                                                               |
| 1910                                     | 1919              | Louis Battesti                         |                      | Ancien magistrat, Bastia                                                                                |
| 1919                                     | 1931              | Alexandre Musso                        | Rad.ind.             | Directeur de La Corse Libre Conseiller municipal de Bastia                                              |
| 1931                                     | 1940              | Eugène Sébastien Brocca                | RG                   | Maire de San Nicolao                                                                                    |
|                                          |                   |                                        |                      | |
| 1945                                     | 1951              | Alexandre Musso                        | Rad.-RGR             | Ancien Sénateur (1937-1939)                                                                             |
| 1951                                     | 1966 (annulation) | Pierre Olivesi                         | DVD                  | |
| 14 août 1966                             | 1969 (annulation) | Philippe Marchetti                     | UNR                  | |
| 29 juin 1969                             | 1973              | Jean Marchetti                         | Rad. puis MRG        | |
| Les données manquantes sont à compléter. |                   |                                        |                      | |

### Conseillers d'arrondissement du canton de San Nicolao (de 1833 à 1940)
| Période                                  | Période    | Identité                | Étiquette    | Qualité |
| ---------------------------------------- | ---------- | ----------------------- | ------------ | --- |
| 1833                                     |            | M. Balisari             |              | Propriétaire à San Nicolao                                                                                  |
|                                          |            |                         |              | |
| 1852                                     | 1864       | Denis Battisti          |              | |
| 1864                                     | ap.1870    | Jules-Mathieu Tristani  |              | Propriétaire à San-Giovanni-di-Moriani                                                                      |
|                                          |            |                         |              | |
| avant 1877                               | après 1882 | Ange-Philippe Marchetti |              | Propriétaire, maire de San Nicolao                                                                          |
|                                          |            |                         |              | |
| 1895                                     |            | Paul Dominique Contri   |              | Maire de Santa-Maria-Poggio                                                                                 |
|                                          |            |                         |              | |
| 1919                                     | 1922       | Bastien Orsini          |              | |
| 1922                                     | 1940       | Louis Marchetti         | Parti Landry | Maire de San Nicolao                                                                                        |
| 1940                                     |            |                         |              | Les conseils d'arrondissement ont été suspendus par la loi du 12 octobre 1940 et n'ont jamais été réactivés |
| Les données manquantes sont à compléter. |            |                         |              | |

### Conseillers généraux du canton de Cervione (1833-1973)
| Période                                  | Période          | Identité                               | Étiquette           | Qualité                                                                                |
| ---------------------------------------- | ---------------- | -------------------------------------- | ------------------- | -------------------------------------------------------------------------------------- |
| 1833                                     | 1836             | Antoine Philippe dit Darius Casalta    |                     | Maréchal de camp en retraite à Cervione                                                |
| 1836                                     | 1848             | Antoine Félix Auguste Poli (1803-1877) |                     | Procureur du Roi près le Tribunal d'Ajaccio puis Conseiller à la Cour Royale de Bastia |
| 1848                                     | 1852             | Don-Jean Suzzoni                       |                     | Avocat à Bastia                                                                        |
| 1852                                     | 1870             | Auguste Poli (1803-1877)               |                     | Avocat, conseiller à la Cour Impériale de Bastia Propriétaire à Cervione               |
| 1870                                     | 1871             | M. Casalta                             |                     |                                                                                        |
| 1871                                     | 1880             | Jean-Baptiste Brignole                 | Droite bonapartiste | Maire de Cervione                                                                      |
| 1880                                     | 1883 (démission) | Alexandre Grassi (1836-1916)           | Républicain         | Archéologue Maire de Cervione                                                          |
| 1883                                     | 1897             | Ange-Gaétan Astima                     | Républicain modéré  | Colonel en retraite Maire de Cervione - Député (1886-1889 et 1898-1906)                |
| 1897                                     | 1904             | Charles Mannoni                        |                     | Avocat à Cervione                                                                      |
| 1904                                     | 1909 (décès)     | Ange-Gaétan Astima                     | Républicain modéré  | Député Ancien Président du Conseil Général (1897-1898)                                 |
| 1909                                     | 1916 (décès)     | Alexandre Grassi                       | Républicain         | Secrétaire général honoraire Maire de Cervione (1910-1912)                             |
| 1916                                     | 1919             | siège vacant                           |                     |                                                                                        |
| 1919                                     | 1940             | Martin Casalta                         | SFIO                | Médecin - Maire de Cervione (1935-1944)                                                |
|                                          |                  |                                        |                     |                                                                                        |
| 1945                                     | 1955             | Charles Massoni                        | Rép.ind.            |                                                                                        |
| 1955                                     | 1973             | Jean Joseph Pinelli                    | SFIO puis PS        | Entrepreneur de travaux publics                                                        |
| Les données manquantes sont à compléter. |                  |                                        |                     |                                                                                        |

### Conseillers d'arrondissement du canton de Cervione (de 1833 à 1940)
| Période                                  | Période | Identité                           | Étiquette         | Qualité |
| ---------------------------------------- | ------- | ---------------------------------- | ----------------- | --- |
| 1833                                     |         | M. Marchetti                       |                   | Propriétaire à San Nicolao                                                                                  |
|                                          |         |                                    |                   | |
| 1852                                     |         | Marius Grimaldi                    |                   | Propriétaire à Sant'Andréa-di-Cotone                                                                        |
|                                          |         |                                    |                   | |
| avant 1877                               | 1880    | François-Mathieu Bastiani (1821-?) |                   | Contrôleur des douanes, propriétaire à Cervione                                                             |
| 1880                                     |         | Octave-Louis Giudicenti            |                   | Propriétaire à Sant'Andréa-di-Cotone                                                                        |
|                                          |         |                                    |                   | |
| 1895                                     | 1901    | M. Ferrari                         |                   | |
| 1901                                     | 1913    | Jean-Baptiste Ferrali              | Républicain       | |
| 1913                                     | 1919    | Pierre Sodini                      |                   | Négociant et juge de paix à Cervione                                                                        |
| 1919                                     | 1925    | Vincent Pompéi                     |                   | |
| 1925                                     | 1931    | M. Battestini                      |                   | |
| 1931                                     | 1940    | M. Nicolaï                         | Radical landryste | |
| 1940                                     |         |                                    |                   | Les conseils d'arrondissement ont été suspendus par la loi du 12 octobre 1940 et n'ont jamais été réactivés |
| Les données manquantes sont à compléter. |         |                                    |                   | |

### Conseillers généraux du Canton de Campoloro-Moriani (1973-2015)
| Période                                  | Période      | Identité                      | Étiquette   | Qualité                                                                          |
| ---------------------------------------- | ------------ | ----------------------------- | ----------- | -------------------------------------------------------------------------------- |
| 1973                                     | 1979         | Jean Marchetti                | MRG         |                                                                                  |
| 1979                                     | 1985         | Ange Lovisi                   | MRG         | Maire de Cervione (1977-1995)                                                    |
| 1985                                     | 1998         | Jean-Claude Bonaccorsi        | RPR         | Maire de San-Nicolao (1984-2001) Suppléant du député Pierre Pasquini (1988-1993) |
| 1998                                     | 2007 (décès) | Claude Olivesi                | PS puis DVG | Maire de San-Nicolao (2001-2007) Vice-président du conseil général               |
| 2007                                     | 2013 (décès) | Augustin Pierre Louis Nicolai | DVG         | Maire de Cervione (1995-2008)                                                    |
| 2013                                     | 2015         | Henriette Danti               | DVG         | Professeur des écoles Adjointe au maire de San-Giovanni-di-Moriani               |
| Les données manquantes sont à compléter. |              |                               |             |                                                                                  |

Après la mort de Claude Olivesi, Augustin Pierre Louis Nicolai est élu au deuxième tour de l'élection partielle le 5 août 2007. Ce dernier meurt le 20 novembre 2013. Il est remplacé par sa suppléante Joséphine-Henriette Danti.

## Composition
Le canton de Campoloro-di-Moriani comprenait neuf communes et comptait 6 750 habitants, selon le recensement de 2012 (population municipale).
| Communes                                              | Population (2012) | Code postal | Code Insee |
| ----------------------------------------------------- | ----------------- | ----------- | ---------- |
| Cervione (Cervioni)                                   | 1 719             | 20221       | 2B087      |
| Sant'Andréa-di-Cotone (Sant'Andria di Cutone)         | 240               | 20221       | 2B293      |
| San-Giovanni-di-Moriani (San Ghjuvà di Muriani)       | 91                | 20230       | 2B302      |
| San-Giuliano (San Ghjulianu)                          | 663               | 20230       | 2B303      |
| Santa-Lucia-di-Moriani (Santa Lucia di Muriani)       | 1 199             | 20230       | 2B307      |
| Santa-Maria-Poggio (Santa Maria poghju)               | 657               | 20221       | 2B311      |
| San-Nicolao (San Niculau)                             | 1 792             | 20230       | 2B313      |
| Santa-Reparata-di-Moriani (Santa Riparata di Muriani) | 44                | 20230       | 2B317      |
| Valle-di-Campoloro (E Valli di U Campuloru)           | 345               | 20221       | 2B335      |

## Démographie
| 1975  | 1982  | 1990  | 1999  | 2006  | 2011  | 2012  |
| ----- | ----- | ----- | ----- | ----- | ----- | ----- |
| 3 799 | 4 089 | 4 905 | 5 566 | 6 218 | 6 639 | 6 750 |